# Tyndnæbbet skråpe
Tyndnæbbet skråpe (latin: Ardenna tenuirostris) er en stormfugl, der yngler ved de sydøstlige kyster af Australien og på Tasmanien. Den trækker til det nordlige Stillehav uden for yngletiden.